# 黄河滴水崖渡口遗址
黄河滴水崖渡口遗址，位于中国青海省贵德县河东乡下罗家村，为青海省市县级文物保护单位，公布日期为2001年2月19日，类型为古遗址。
黄河滴水崖渡口遗址的历史年代为清。